# كاورو إيشيغورو
كاورو إيشيغورو هو مصارع رياضي ياباني، ولد في 1933 في هوكايدو في اليابان.

## وصلات خارجية
- كاورو إيشيغورو على موقع أوليمبيديا (الإنجليزية)